# Afropesa gauteng
Espèce
Afropesa gauteng est une espèce d'araignées mygalomorphes de la famille des Entypesidae.

## Distribution
Cette espèce est endémique du Gauteng en Afrique du Sud,. Elle se rencontre vers Magaliesburg.

## Description
Le mâle holotype mesure 12,40 mm et la femelle paratype 14,30 mm.

## Étymologie
Son nom d'espèce lui a été donné en référence au lieu de sa découverte, le Gauteng.

## Publication originale
- Zonstein & Ríos-Tamayo, 2021 : « Afropesa, a new spider genus from South Africa (Araneae: Entypesidae). » Israel Journal of Entomology, vol. 51, p. 7-34.